# Новий Васюган
Новий Васюга́н (рос. Новый Васюган) — село у складі Каргасоцького району Томської області, Росія. Адміністративний центр Нововасюганського сільського поселення.

## Населення
Населення — 2351 особа (2010; 2649 у 2002).
Національний склад (станом на 2002 рік):
- росіяни — 87 %
- ханти — 2 %